# Uckersdorf (Schwarzhofen)
Uckersdorf ist ein Ortsteil der Gemeinde Schwarzhofen im Oberpfälzer Landkreis Schwandorf (Bayern).

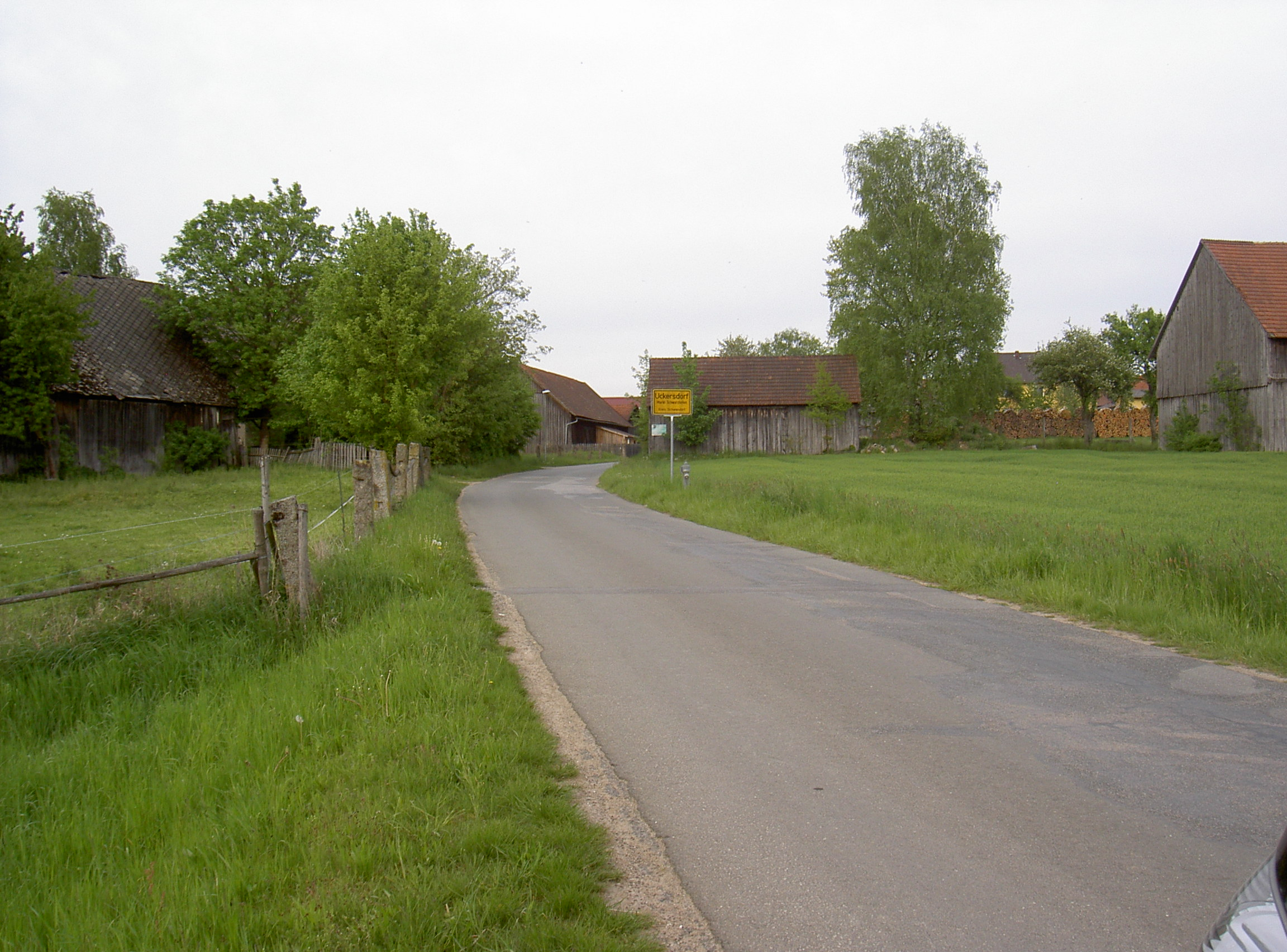
Uckersdorf

## Geographische Lage
Uckersdorf befindet sich ungefähr vier Kilometer nordwestlich von Schwarzhofen, 600 Meter nordöstlich der Mündung der Staatsstraße 2159 in die Staatsstraße 2040 im Murachtal und etwa 500 Meter nordöstlich der Mündung der Murach in die Schwarzach.

## Geschichte

### Anfänge bis zum 18. Jahrhundert
Uckersdorf (auch: Ukkandorf, Vkhorsdorf, Vchkersdorff Uckersdorff) wurde erstmals 1270 erwähnt, als Herzog Ludwig II. 10 Lehen zu Uckersdorf an das Kloster Walderbach gab. Im Herzogsurbar von 1285 wurde Uckersdorf mit 11 Höfen aufgeführt. Es gehörte zu dieser Zeit zusammen mit Meischendorf zum Amt Altendorf.
In der Schlacht bei Hiltersried, die Pfalzgraf Johann 1433 gegen die Hussiten führte, starb einer der mitkämpfenden Uckersdorfer.
Uckersdorf wird in den Musterungsregistern 1522 mit 9 Mannschaften und 1572 mit 6 Mannschaften zu Uckersdorf und 2 Mannschaften zu Katzdorf aufgeführt.
1622 gab es in Uckersdorf 6 Höfe und 2 Güter. 1661 hatte Uckersdorf 9 Anwesen, 3 Pferde, 68 Rinder, 16 Schweine, ein Schaf und 5 Ziegen.
1775 gehörten in Uckersdorf 8 Eigentümer und 4 Inwohner zum inneren Amt Neunburg vorm Wald. Ende des 18. Jahrhunderts waren drei Höfe, ein Gut und zwei Anwesen in Uckersdorf zum Kloster Walderbach grundbar.

### 19. Jahrhundert bis zur Gegenwart
Entsprechend einer Verordnung von 1808 wurde das Landgericht Neunburg vorm Wald in 55 Steuerdistrikte unterteilt. Dabei bildete Haag bei Schwarzhofen mit den Ortschaften Denglarn, Girnitz, Höfen bei Uckersdorf, Krimling, Laubenhof, Raggau und Uckersdorf einen Steuerdistrikt. Uckersdorf hatte zu dieser Zeit 9 Anwesen und 66 Einwohner.
1830 bis 1972 bildete Uckersdorf zusammen mit den Ortschaften Girnitz, Höfen bei Uckersdorf und Schönau eine selbständige Gemeinde.
Zum Stichtag 23. März 1913 (Osterfest) wurde Uckersdorf als Teil der Pfarrei Schwarzhofen mit 10 Häusern und 75 Einwohnern aufgeführt.
Am 1. Januar 1972 wurde die Gemeinde Uckersdorf in die Gemeinde Schwarzhofen eingegliedert.
Am 31. Dezember 1990 hatte Uckersdorf 50 Einwohner und gehörte zur Pfarrei Schwarzhofen.

## Einwohnerentwicklung der ehemaligen Gemeinde Uckersdorf
| Jahr | Einwohner |
| ---- | --------- |
| 1840 | 263       |
| 1861 | 287       |
| 1867 | 276       |
| 1871 | 284       |
| 1890 | 270       |
| 1900 | 278       |
| 1910 | 259       |

| Jahr | Einwohner |
| ---- | --------- |
| 1919 | 253       |
| 1933 | 271       |
| 1939 | 229       |
| 1946 | 237       |
| 1950 | 245       |
| 1961 | 209       |

## Persönlichkeiten
In Uckersdorf wohnte und arbeitete bis zu seinem Tod der Kunstmaler, Bildhauer, Filmemacher und Objektkünstler Max Bresele (1944–1998). Nach ihm ist der im Rahmen der Regensburger Kurzfilmwoche für einen politisch relevanten Kurzfilm vergebene Max-Bresele-Preis benannt.
Neben anderen Ausstellungen fand im Oktober 2011 eine vom Kunstverein Weiden organisierte Ausstellung seiner Werke zusammen mit Werken von Karl Aichinger statt.